# Pasi Aceh Baroh
Pasi Aceh Baroh is een bestuurslaag in het regentschap Aceh Barat van de provincie Atjeh, Indonesië. Pasi Aceh Baroh telt 613 inwoners (volkstelling 2010).